# Nonprofit-Bereich
Der Nonprofit-Bereich, auch Nonprofit-Sektor, Intermediärer Sektor oder Dritter Sektor genannt, umfasst Vereine, Verbände, Stiftungen, Interessengemeinschaften und andere Arten von Non-Profit-Organisationen (NPO) und kann allgemeiner als Gemeinnützigkeit, sofern volkswirtschaftlich relevant organisiert, umschrieben werden.

## Forschung
Die Forschung zum Nonprofit-Sektor untersucht Vorgänge in einem Bereich, dessen Organisationen weder dem staatlichen noch dem erwerbswirtschaftlichen Sektor zugeordnet werden können. Ihr Steuerungsmodus folgt nicht staatlicher Hierarchie oder marktlichem Wettbewerb.
Diese können anhand von fünf Kriterien beschrieben werden:
- Sie sind formal und dauerhaft organisiert
- Sie sind privat, d. h. von staatlicher Verwaltung und staatlichen Organisationen unabhängig
- Sie entscheiden unabhängig vom Staat und sind rechtlich selbständig
- Erzielte Gewinne werden nicht an Anteilseigner oder Mitglieder ausgeschüttet
- Es schließen sich Personen freiwillig zusammen und engagieren sich darin freiwillig

Der Begriff kann sowohl dichotomisch als Zwischenbereich („Intermediär“) einer gegensätzlichen Achse Staat (Gemeinwesen) – Markt (Einzelinteressen) gesehen werden (so fielen etwa Bildungswesen und sozialstaatliche Aspekte unter die Begriffsdefinition), als auch trichotomisch als Gegensatz zu beiden (was der Ausdruck „Sektor“ im Sinne einer Eigenständigkeit betont).
Zum Dritten Sektor mit öffentlicher Förderung siehe auch: Öffentlich geförderter Beschäftigungssektor#Dritter Sektor zwischen Markt und Staat